# 風速国造
風速国造（かざはやのくにのみやつこ・かざはやこくぞう）は、後の令制国の伊予国中部、現在の愛媛県中部を支配した国造。
『先代旧事本紀』「国造本紀」によれば、応神天皇の御世に、物部連の先祖の伊香色男命の4世孫の阿佐利を国造に定められたとされる。
風速国造は、のちの風早郡すなわち温泉郡の北部一帯を統治し、その子孫はこの地区に繁栄し豪族化するに至った。愛媛県松山市八反地にある国津比古命神社は、初代国造の物部阿佐利が創建したと伝えられる延喜式内社で、風早氏や物部氏の氏神として崇拝も厚かったという。

## 参考資料
- 角川日本地名大辞典編纂委員会・編『角川日本地名大辞典（愛媛県）』 角川書店、1991年、ISBN 4-04-001380-8、26,192頁